# تراسم
تراسم (به آلمانی: Trassem) یک شهر در آلمان است که در تریر-زاربورگ واقع شده‌است. تراسم ۱٬۱۷۲ نفر جمعیت دارد.